# Biennale di Gwangju
La Biennale di Gwangju (광주 비엔날레?, Gwangju bi-ennalleLR) è una manifestazione di arte contemporanea che si tiene dal 1995 nella città sudcoreana di Gwangju. Quest'ultima ospita l'evento in memoria di un importante movimento per la democrazia che vi si verificò il 18 maggio 1980, il massacro di Gwangju. Si tratta della più antica biennale d'arte contemporanea dell'Asia.

## Edizioni
- I Biennale di Gwangju 1995 (20 settembre – 20 novembre)
- II Biennale di Gwangju 1995 (1 settembre – 27 novembre)
- III Biennale di Gwangju 2000 (29 marzo – 7 giugno)
- IV Biennale di Gwangju 2002 (10 settembre – 13 novembre)
- V Biennale di Gwangju 2004 (10 settembre – 13 novembre)
- VI Biennale di Gwangju 2006 (8 settembre – 11 novembre)
- VII Biennale di Gwangju 2008 (5 settembre – 11 novembre)
- VIII Biennale di Gwangju 2010 (3 settembre – 7 novembre)
- IX Biennale di Gwangju 2012 (7 settembre – 11 ottobre)
- X Biennale di Gwangju 2014 (5 settembre – 9 novembre)
- XI Biennale di Gwangju 2016 (2 settembre – 6 novembre)
- XII Biennale di Gwangju 2018 (7 settembre – 11 novembre)
- XIII Biennale di Gwangju 2021 (1 aprile – 9 maggio)